# Конецпольский, Александр (1555—1609)
Алекса́ндр Конецпо́льский (пол. Aleksander Koniecpolski; 1555 ? — 1609) — государственный и военный деятель Речи Посполитой, с 1597 года каштелян серадзцкий, староста велюнский и жарновецкий, c 1606 года воевода серадзцкий. Последовательный сторонник польского короля Сигизмунда III Вазы. Сын каштеляна серадзского Станислава Пржедбора Конецпольского (ум. 1588) и Эльжбеты Лигежанки.

## Биография
Александр происходил из Велюньского повята Речи Посполитой. Воспитывался при дворе воеводы киевского, князя Константина Константиновича Острожского. В 1579 году участвовал в полоцкой кампании Стефана Батория, где командовал гусарской ротой. Затем Александр Конецпольский служил в районе Шклова на русско-литовской границе. В 1580 году под командованием Яна Замойского участвовал в походе польской армии на Великие Луки. В 1581—1582 годах принимал участие в осаде Стефаном Баторием Пскова. За военные заслуги получил от короля пенсию из доходов велюнского староства. В 1584 г. получил должность старосты велюнского. После окончания Ливонской войны до 1586 г. служил в чине ротмистра в королевской армии на Украине.
Во время борьбы за польский трон между шведским принцем Сигизмундом Вазой и австрийским эрцгерцогом Максимилианом Габсбургом Александр Конецпольский руководил обороной Кракова, который был осажден австрийцами. 14 января 1588 г. участвовал в разгроме Яном Замойским австрийского войска Максимилиана в битве под Бычиной. В 1587 и 1591 гг. дважды избирался послом на сеймы от велюнского повета. В 1597 г. Александр Конецпольский получил должность каштеляна серадзского и сал членом сената. В 1601 г. участвовал в военных действия польской армии против шведов в Ливонии. Гусарская рота Конецпольского входила в состав полка Стефана Потоцкого, старосты феллинского.
Вначале своей политической карьеры Александр Конецпольский был активным сторонником великого канцлера коронного Яна Замойского, но затем перешел на сторону польского короля Сигизмунда Вазы. В 1606 г. получил должность воеводы серадзским. Во время антикоролевского рокоша Зебжидовского Александр Конецпольский в июле 1606 г. появился на съезде рокошан в Сандомире, где едва не лишился жизни. Сохранил верность польскому королю Сигизмунду Вазе и в июле 1606 г. в битве под Гузовым со своей ротой сражался против рокошан. В 1607 г. передал староство велюнское своему старшему сыну Станиславу. Был активным сторонником польской интервенции в Россию во время «Великой Смуты».

## Семья
Женился около 1590 года, жена — Анна дочь воеводы каменец-подольского Станислава Срожицкого.
Сыновья:
- Станислав Конецпольский (ум. 1646), гетман великий коронный и каштелян краковский
- Пржедбор Конецпольский (ум. 1611), королевский дворянин и староста жарновецкий
- Ремигиан Конецпольский (ум. 1640), королевскийц секретарь и епископ холмский
- Крыштоф Конецпольский (ум. 1660), дворянин королевский (1624), великий хорунжий коронный (1633), (воевода белзский) (1641)
- Ян Конецпольский (ум. 1661), ротмистр королевский (1610), каштелян серадзский (1642), (воевода серадзцкий) (1647).

Дочери:
- Анна Александра (ум. 1651), жена с 1620 года воеводы серадзского Каспера Денгофа (1588—1645)
- Ефрожина, 1-й муж староста серадзский Ян Быковский, 2-й муж староста серадзский Ян Венжик
- Леонарда — монахиня
- Барбара — монахиня